# Slapshot
Slapshot is een Amerikaanse hardcoreband uit Boston. De band is opgericht in 1985 door Steve Risteen, Mark McKay (ex-lid van Terminally Ill), Jack "Choke" Kelly (ex-lid van Negative FX) en Jonathan Anastas (ex-lid van Decadence). De band heeft enkele keren in Nederland opgetreden.

## Discografie

### Albums
- Back On The Map, 1986
- Step On It, 1988
- Sudden Death Overtime, 1990
- Blast Furnace, 1993
- Unconsciousness, 1994
- 16 Valve Hate, 1995
- Olde Tyme Hardcore, 1996
- Digital Warfare, 2003
- Tear It Down, 2005
- Slapshot, 2014
- Make America Hate Again, 2018